# ビーチコーミング

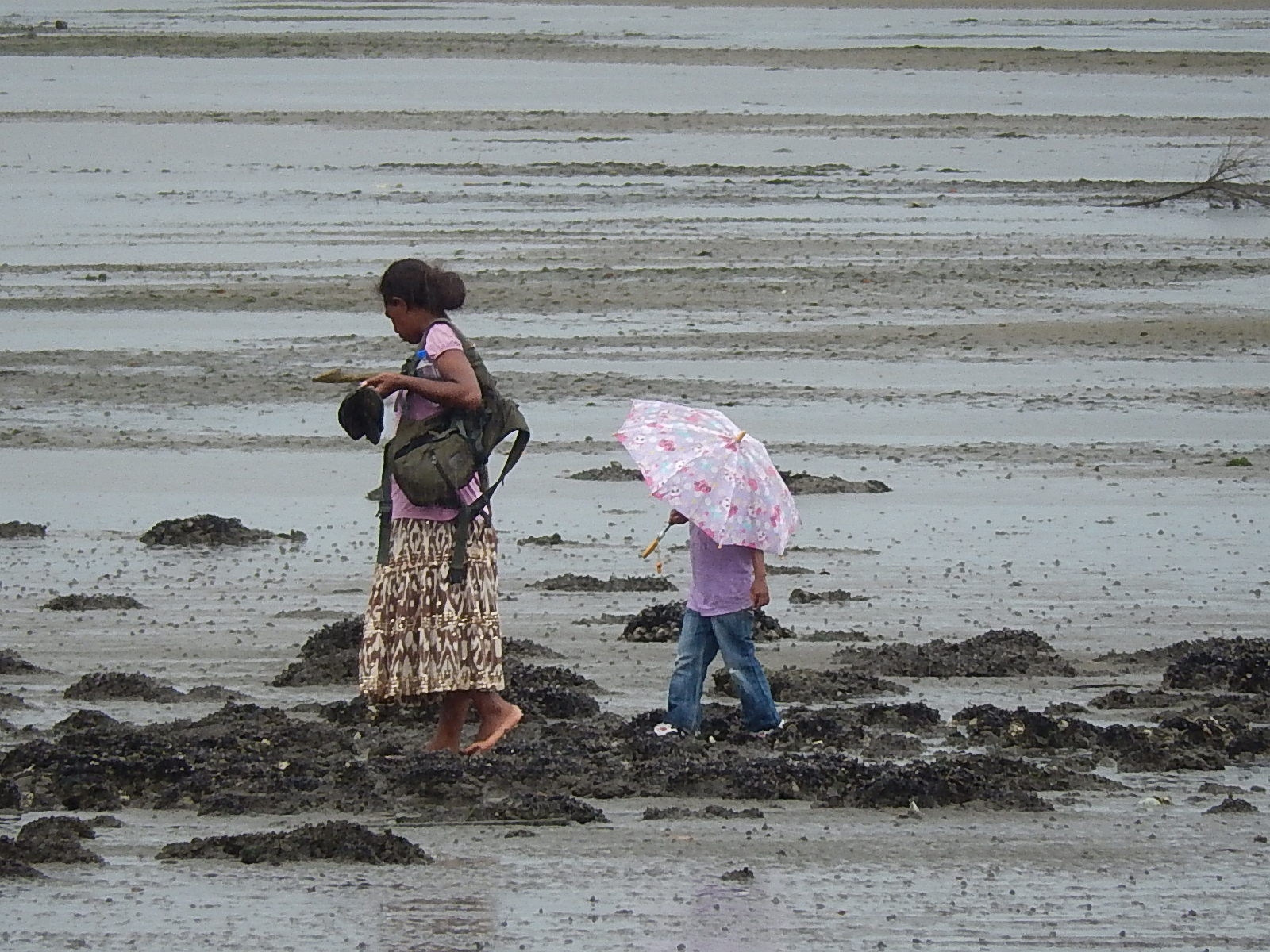
フィジー共和国Suva（スバ）の海岸でビーチコーミングをする親子

ビーチコーミング（Beach combing）とは、海岸などに打ち上げられた漂着物を収集の対象にしたり観察したりする行為。漂着物を加工したり標本にしたり装飾にしたりして楽しむ。本来の意味は売り物になる漂着物を拾い集めることで、骨董の世界では「海揚がり」と呼ばれてきた。

## 概要

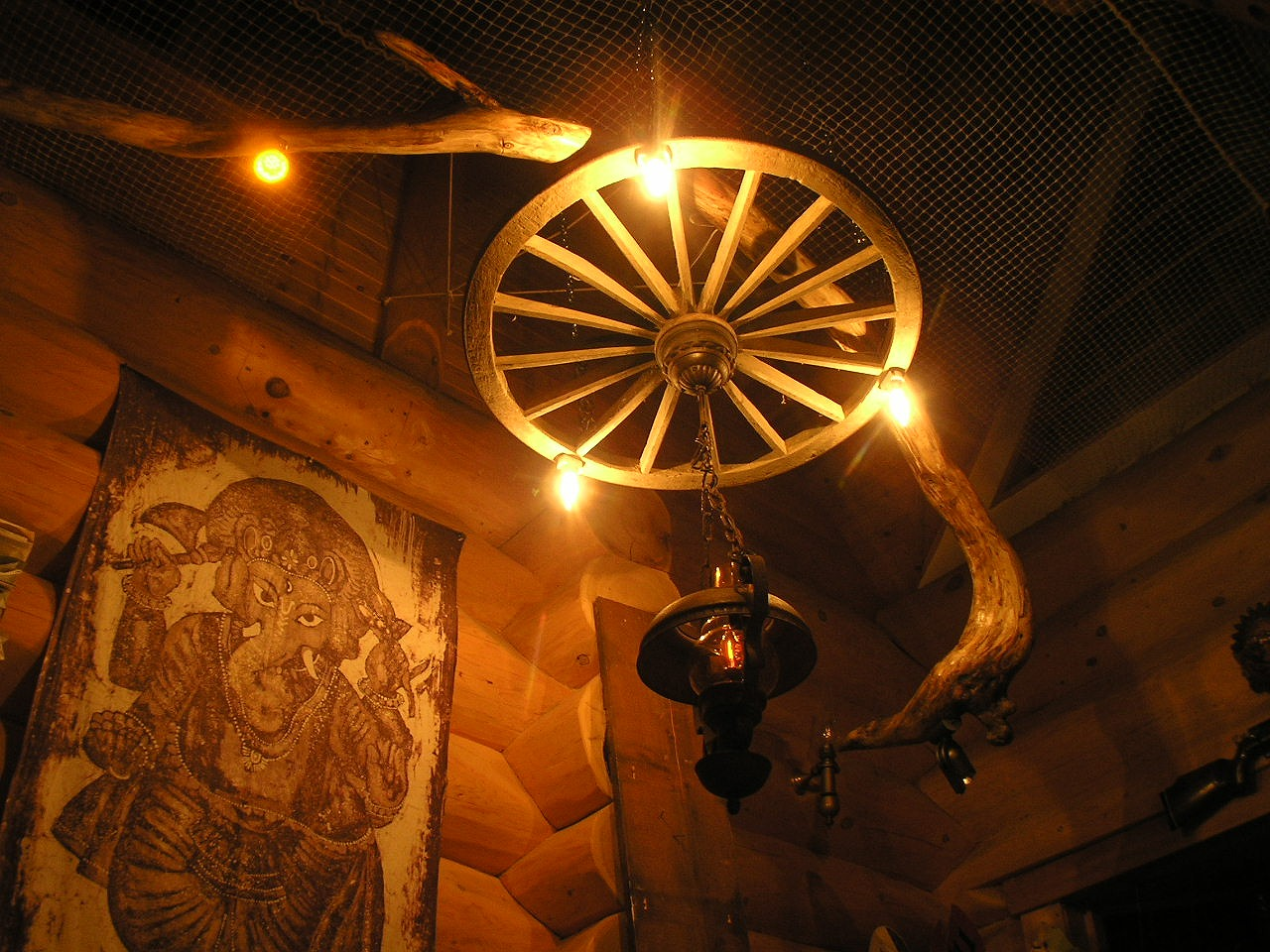
流木を利用して作られた照明器具

一般にはごみとして嫌われることが多い漂着物を逆転の発想で、収集して楽しむ趣向であり、一部の愛好家の間では古くからおこなわれていた。海には潮の干満のほか、沖合の海流、沿岸流など常に動いているため、漂着物はいつでも海岸にたどり着く可能性がある。日本海側では季節風の吹く冬に漂着物が多くなる。漂着物は、海流や風の影響を受けるため、海外や海底から流れ来るものもあり、動植物から歴史的、あるいは民俗的なものまであらゆる内容を含んでいる。日本では、こうした漂着物に早くから注目したのは柳田国男で、東大生時代に三河・伊良湖岬に漂着した椰子の実を拾ったことに始まり、のちの78歳になった1952年（昭和27年）に書かれた『海上の道』のきっかけとなった。
日本は周囲をすべて海に囲まれ、海岸の総延長は30,2779kmあり、世界でも有数の海岸線の長さを誇る国である。日本列島にはフィリピン付近を発した黒潮（日本海流）と、その分流の対馬海流がはさむように北流し、北方からは千島海流とリマン海流が南下する。このため、季節風と相まって日本列島は漂着物の多い歴史があり、人々の生活と切っても切れない縁があった。「浜歩き」「灘走り」という言葉が最近まで残っていたように、浜辺に打ち上げられた魚介類や漂着物を拾って再利用する習慣は、ごく一般的に日本民族が行ってきた生活習慣の一部であった。また大きな材木などを建築に再利用するほか、珍奇な形状の漂着物や波や海流に揉まれ変形し、洗われた独自の形状の漂着物は神仏として崇拝の対象にすらなった。また人々の好奇心を刺激し、異郷の地から運ばれてくる漂着物を収集することは一種のロマンでもあり、また研究の対象ともなった。
江戸時代には遭難船などの漂着物には、役所への届け出義務があり、半年間保管後落とし主からの届け出がない場合は村全体で平等に分け与えられた。流木などは、両手で持てるものは個人所有となるが、それ以上の大きさのものは村の共有にする決まりの地域もあった。
奄美大島では漂着物を「ゆりむん（寄り物）」と呼び、海神からの贈り物として扱ってきた。

## 漂着物の種類
流木、瓶、石、難破船、船の備品、貝、海藻、サンゴ、魚をはじめとする生物の死骸、あらゆる生活用品など。

## 漂着物の収集と整理
後に記憶があいまいにならないうちに、収集したらマジックペンなどで場所と年月日を書いておく。ウミガメ、イルカなど大きなものは実物を持ち帰らずに写真で記録する。生物の死骸などの骨格標本がほしい場合は、持ち帰らず現場の砂浜に穴を掘って埋め、1-2年後に白骨化してから持ち帰る。
持ち帰った漂着物はまず水洗い後、砂や汚れを落とし、2-3日は干して乾燥させる。水分を含みやすいものなどはさらに多くの日数を要する。
魚介類、その他生物などはホルマリンやアルコール漬けにする方法もある。

## 注意点
漂着物には、危険なものも多い。猛毒種のウミヘビやゴンズイ、ハリセンボン、アカエイ、ガラス片、瓶などには薬品や有害物質が入っている可能性もある。また、戦時中の爆弾、手りゅう弾、信号弾、照明弾など衝撃を与えると命にかかわるようなものもありうる。また潮の干満に注意しないと中洲や岩場に取り残されるなどの危険性もある。
海岸に埋蔵文化財（遺跡）があり、波に洗われ遺物が露出していた場合、漂着物とは見做せず、これを拾うことは遺失物拾得となり、持ち去ることは占有離脱物横領と文化財保護法違反となる。また、近海に海底遺跡がある場合も、当該遺跡に関与する遺物と判断されたものは流出文化財として扱われ、ユネスコによる水中文化遺産保護条約に抵触するおそれもある。
明確な海難事故の漂着物には水難救護法に規定がある。

## ギャラリー

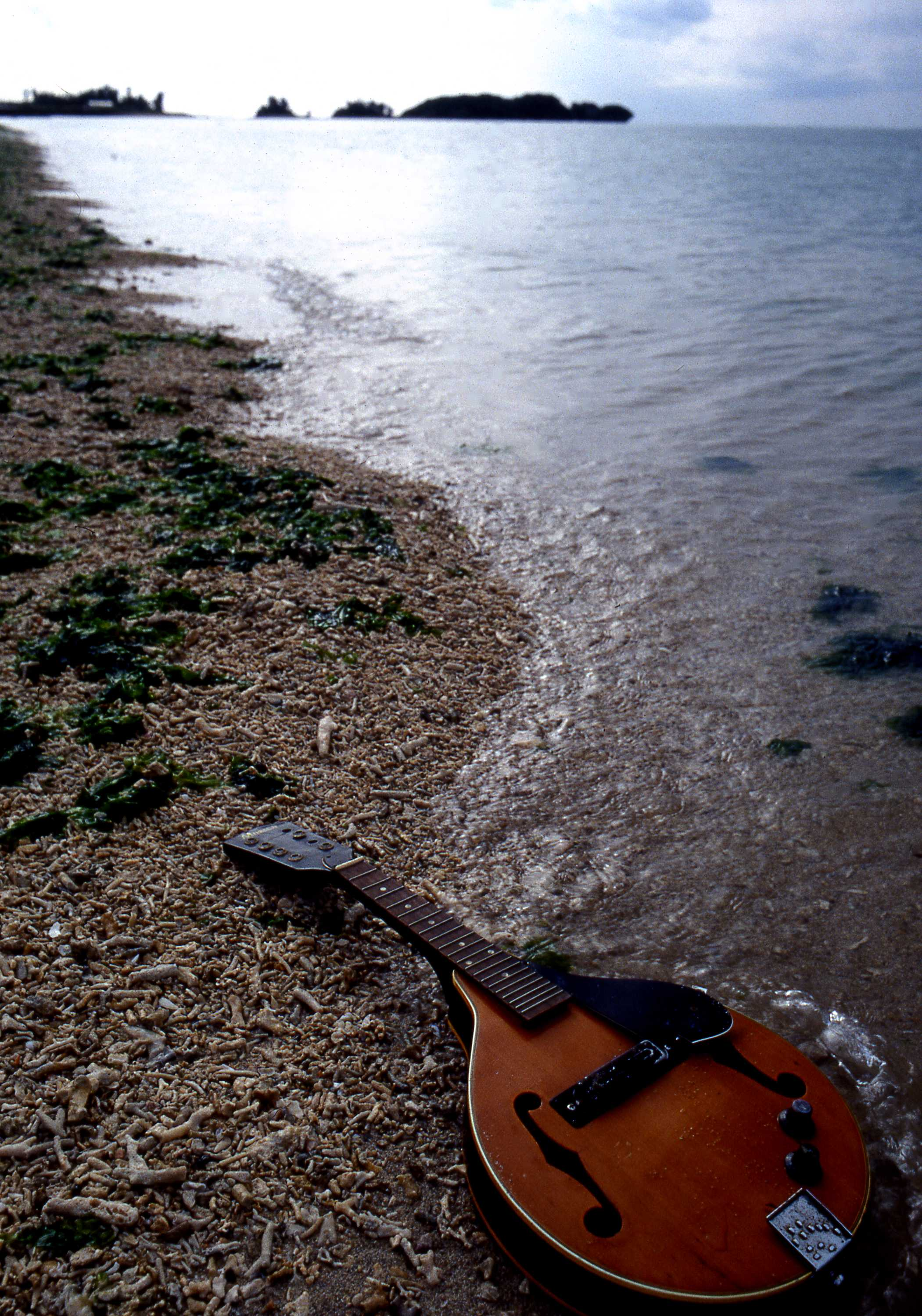
糸満海岸のマンドリン
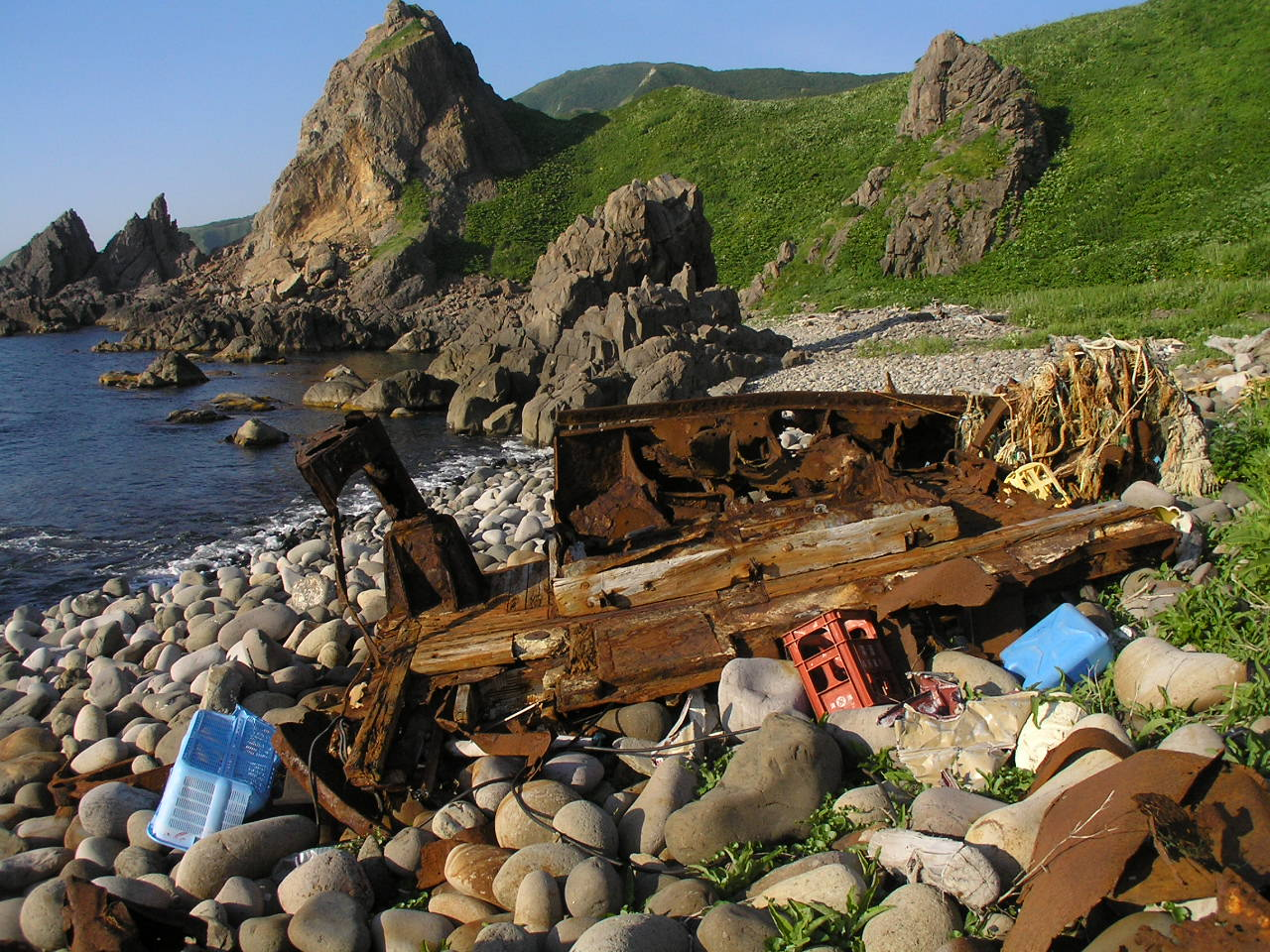
積丹半島西の河原の難破船
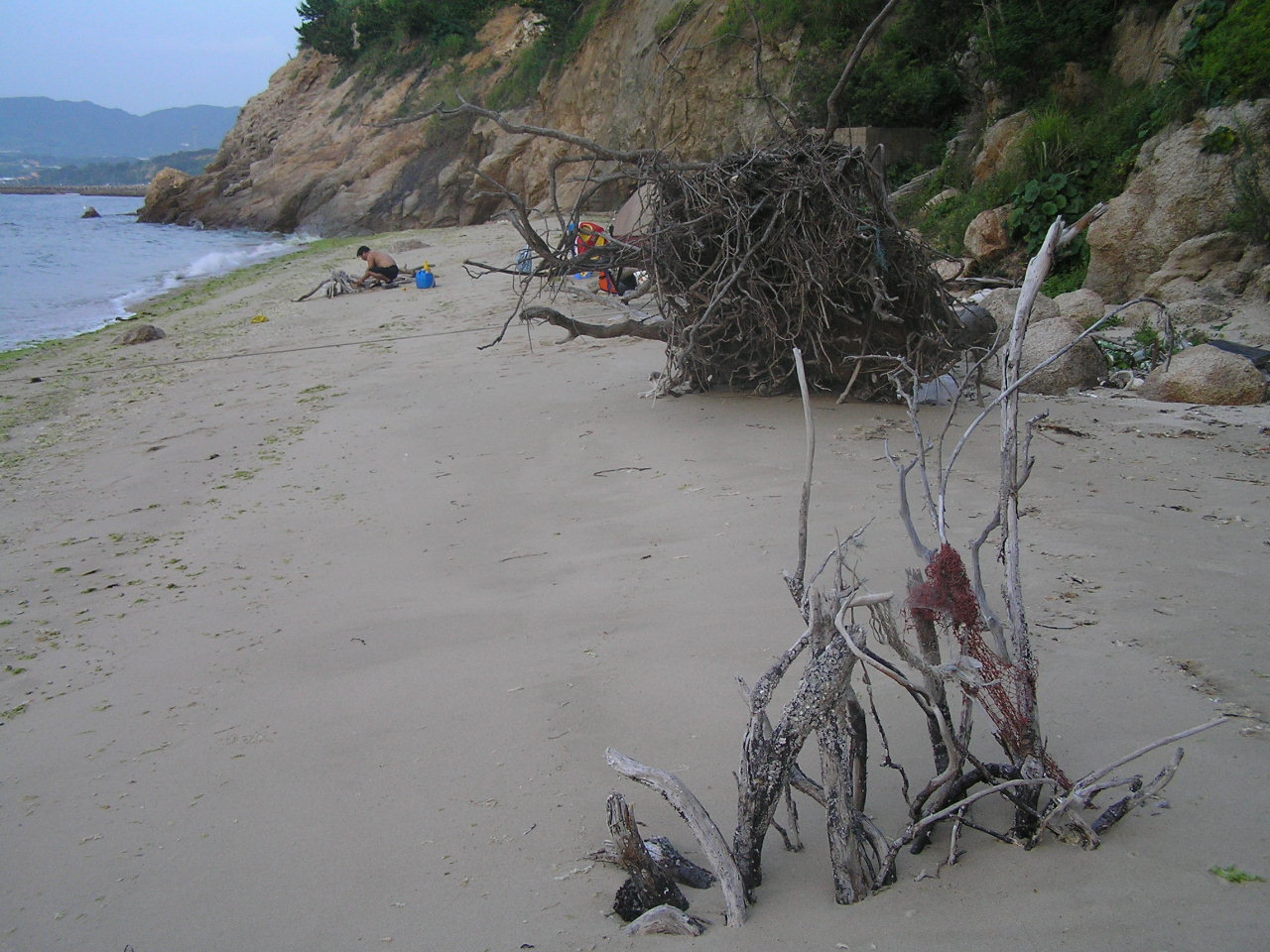
漂着物としては比較的よく見られる流木（淡路江井崎）
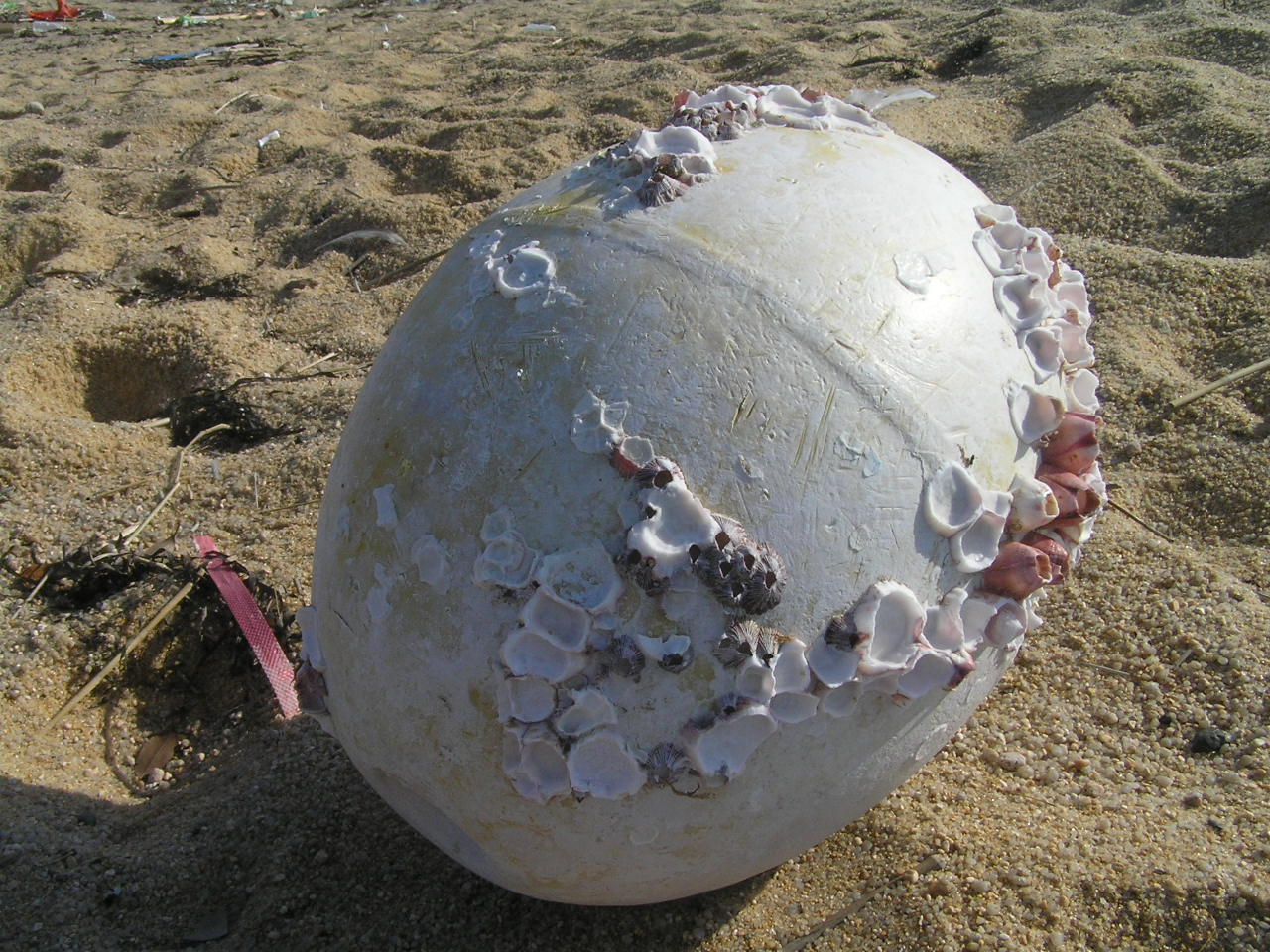
漁船の係留用品またはブイ
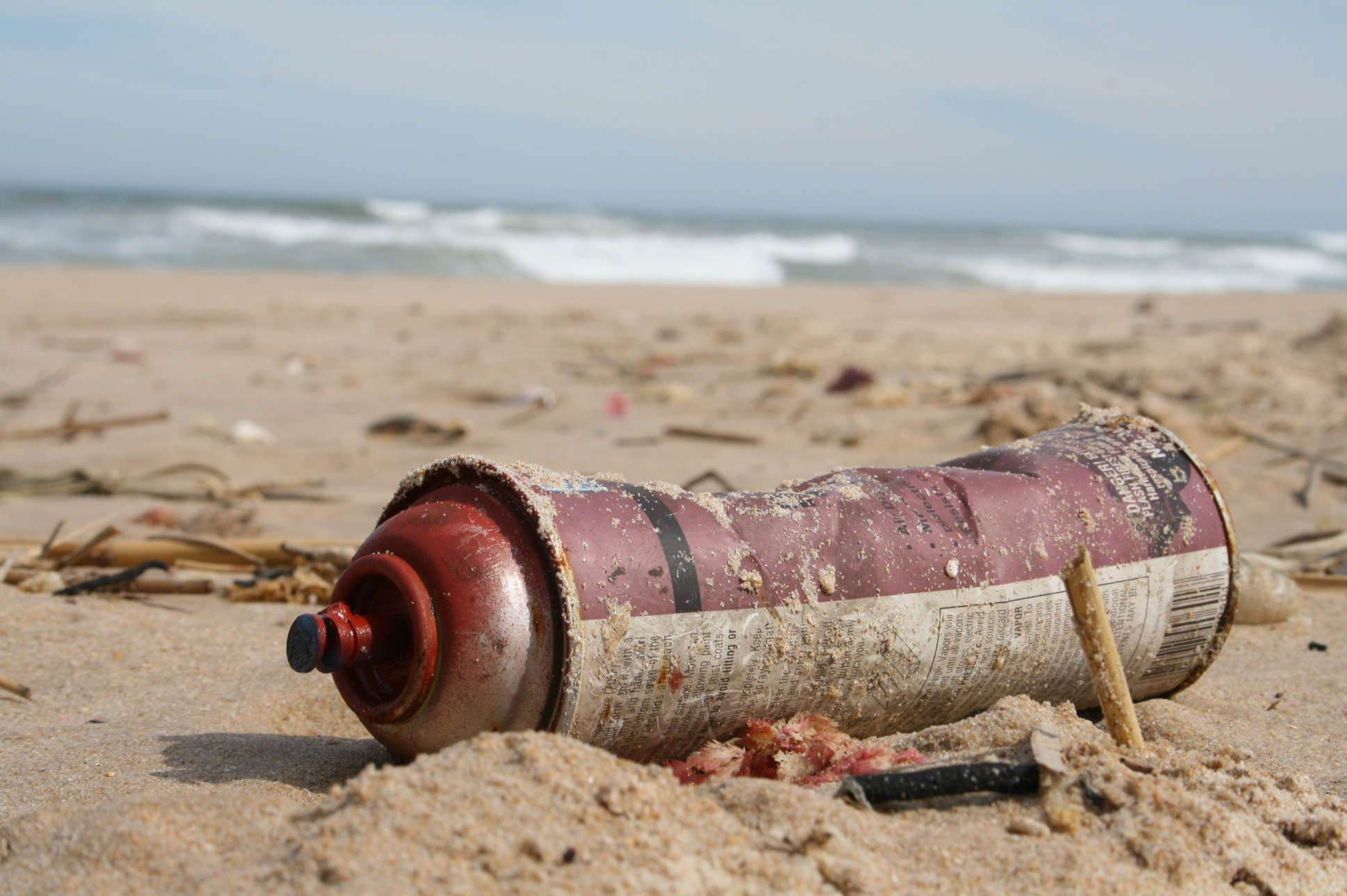
エアゾール缶
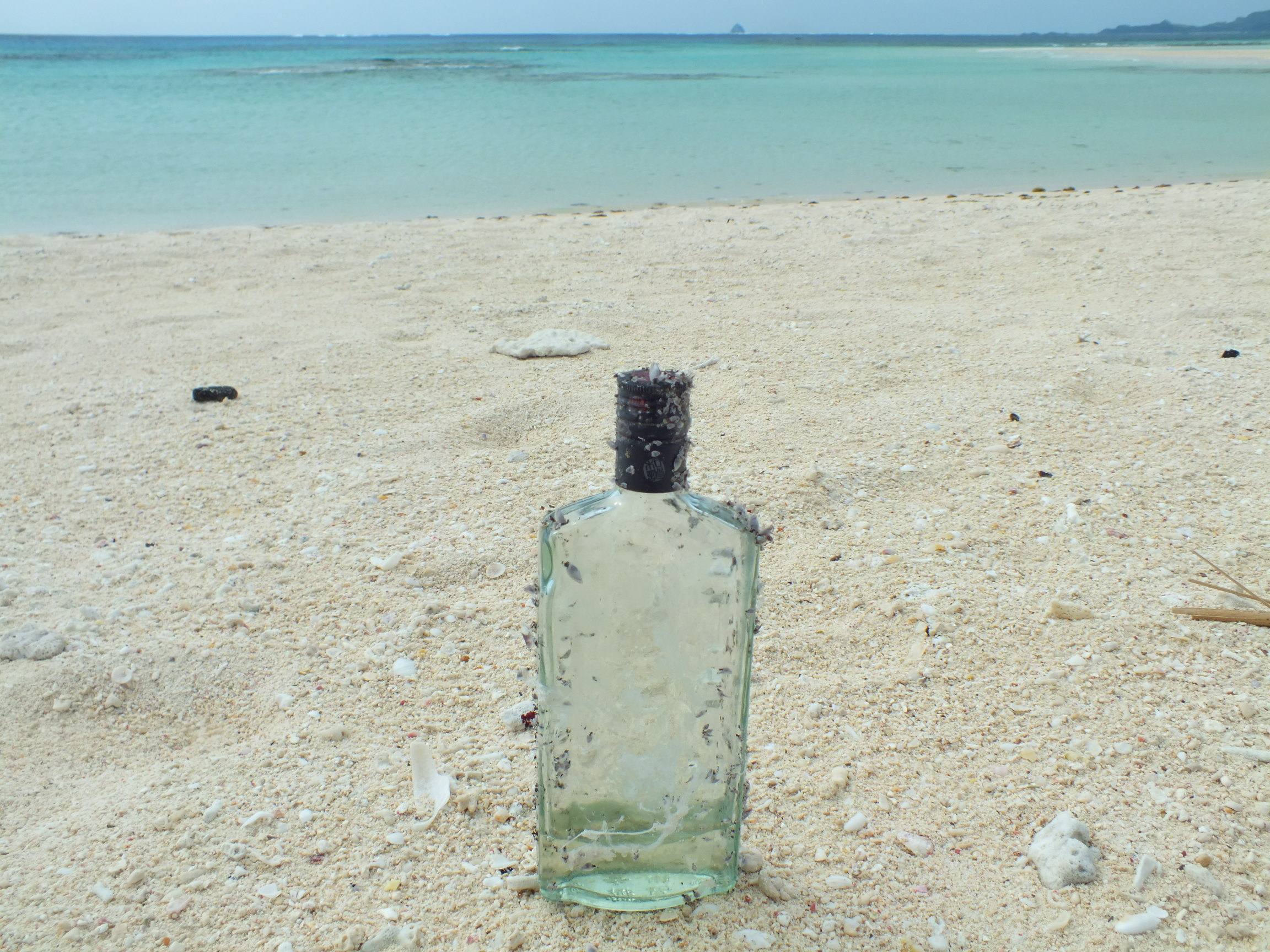
はての浜の瓶

## シーボーンアート
海の環境美化を推進するNPO法人日本渚の美術協会は、海岸への漂着物を使った作品を「海（sea）から生まれた（born）美術（art）」の意味から「シーボーンアート」と名付け発表している。
同協会の活動と直接の関係はないが、世界で最も美しい湾クラブが港湾の景観維持を保つための漂着物回収を促進するため、ユネスコの遺産と創造性の観点からビーチコーミングとシーボーンアートを推奨している。漂着物加工で著名な作家にヨーガン・レールがいる。